# El abuelo (pel·lícula de 1925)
El abuelo és una pel·lícula espanyola de cinema mut, rodada en 1925 i dirigida per José Buchs. Va ser produïda per Film Linares. És la primera adaptació cinematogràfica de la obra homònima de l'escriptor Benito Pérez Galdós. Posteriorment, tant Román Viñoly Barreto, com Rafael Gil i José Luis Garci van rodar noves versions.

## Repartiment
- Modesto Rivas - Conde de Albrit
- Doris Wilton - Veraneante
- Celia Escudero  - Nelly
- Arturo de la Riva - Pío Coronado
- María Comendador - Gregoria
- Ana de Leyva - Condesa Lucrecia de Ritchmon
- Alejandro Navarro - Venancio
- Juan Francés - Amigo del conde
- Francisco Martí - Prior del convento
- Cecilio Rodríguez de la Vega - Cura
- Emilio Ruiz Santiago  - Senén
- Enrique Ponte - Alcalde de Jerusa
- Fernando Roldán - Carlos Erasiel y Cura

## Sinopsi
Narra la història de Don Rodrigo de Arista y Potestad, comte d'Albrit, que després de passar diversos anys al Perú torna a Espanya per a tractar de recuperar unes mines d'or que van pertànyer a la seva família.